# Quận Jackson, Alabama
Quận Jackson là một quận thuộc tiểu bang Alabama, Hoa Kỳ.
Theo điều tra dân số năm 2010, dân số là 53.227 người.. Trụ sở của Quận là Scottsboro. Nó được đặt tên theo Andrew Jackson, tổng tư lệnh quân đội Hoa Kỳ và sau đó là Tổng thống Hoa Kỳ. Quận Jackson là một quận cấm rượu hoặc quận khô, tuy nhiên ba thành phố trong quận (Bridgeport, Scottsboro, và Stevenson) là ướt (cho bán rượu).
Quận Jackson bao gồm khu vực hợp nhất thống kê tiểu đô thị Scottsboro, cũng nằm trong Khu Thống kê Hợp nhất Chattanooga-Cleveland-Dalton, TN-GA-AL.

## Địa lý
Theo Cục điều tra dân số Hoa Kỳ, quận có tổng diện tích 1.127 dặm vuông (2.920 km2), trong đó 1.078 dặm vuông (2.790 km2) là đất và 49 dặm vuông (130 km2) (%) là nước. Đây là quận lớn thứ năm ở Alabama theo tổng diện tích. Phần lớn nó nằm ở Appalachians.
Đặc biệt quan tâm là Di tích quốc gia Russell Cave, mà nằm ở Doran Cove, khoảng 5 dặm về phía tây của thị trấn Bridgeport. Russell Cave là một địa điểm khảo cổ quan trọng được khai quật vào năm 1956 bởi Viện Smithsonian và Hiệp hội Địa lý Quốc gia. Một bài viết trên Tạp chí Địa lý Quốc gia tháng 10 năm 1956 tự hào tuyên bố: "Cuộc sống 8000 năm trước được khám phá ở Động Alabama". Bài viết được viết bởi Carl F. Miller, Nhà Lãnh đạo Thám hiểm và là trang 542-558. Russell Cave được tuyên bố là một tượng đài quốc gia vào tháng 5 năm 1961 bởi Tổng thống John F. Kennedy. Đài tưởng niệm bao gồm 310 mẫu đất (1,3 km2) đất do Hội Địa lý Quốc gia tài trợ.